# Діброва (Чортківський район)
Дібро́ва — село Коропецької селищної громади Чортківського району Тернопільської області. Розташоване на річці Дністер, на півдні району. До 2015 підпорядковане Вербківській сільраді.
Від вересня 2015 року ввійшло у склад Коропецької селищної громади.
Населення — 356 осіб (2001).

## Історія
18 вересня 1939 року коло села радянська 5-а танкова бригада вела бій з польським артполком, у ході якого було взято в полон 2500 польських солдатів.
Протягом 1962–1966 село належало до Бучацького району. Після ліквідації Монастириського району 19 липня 2020 року село увійшло до Чортківського району.

## Політика

### Парламентські вибори, 2019
На позачергових парламентських виборах 2019 року у селі функціонувала окрема виборча дільниця № 610673, розташована у приміщенні школи.
Результати
- зареєстровано 224 виборці, явка 47,77%, найбільше голосів віддано за «Слугу народу» — 19,05%, за Всеукраїнське об'єднання «Батьківщина» — 14,29%, за «Європейську Солідарність» і Радикальну партію Олега Ляшка — по 13,33%.[3] В одномандатному окрузі найбільше голосів отримав Микола Люшняк (самовисування) — 29,13%, за Романа Василіцького (Об'єднання «Самопоміч») — 23,30%, за Ігоря Сопеля (Слуга народу) — 14,56%[4].

## Пам'ятки
- Є каплиця святої Трійці (1993).
- Ботанічні пам'ятки природи місцевого значення: Сосна чорна коропецька № 1, Сосна чорна коропецька № 2 і Вістрянська діброва.

## Галерея

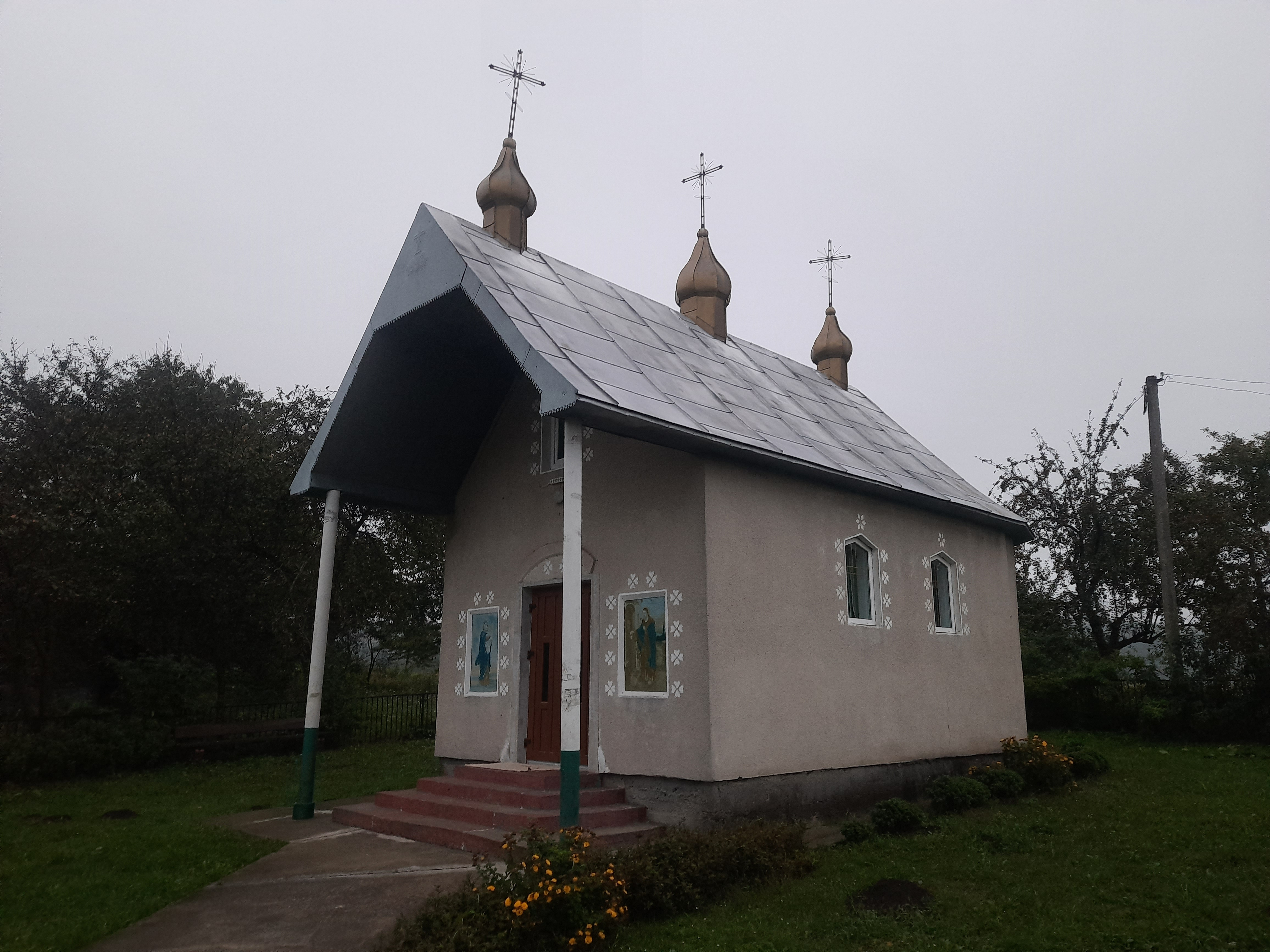
Каплиця святої Трійці
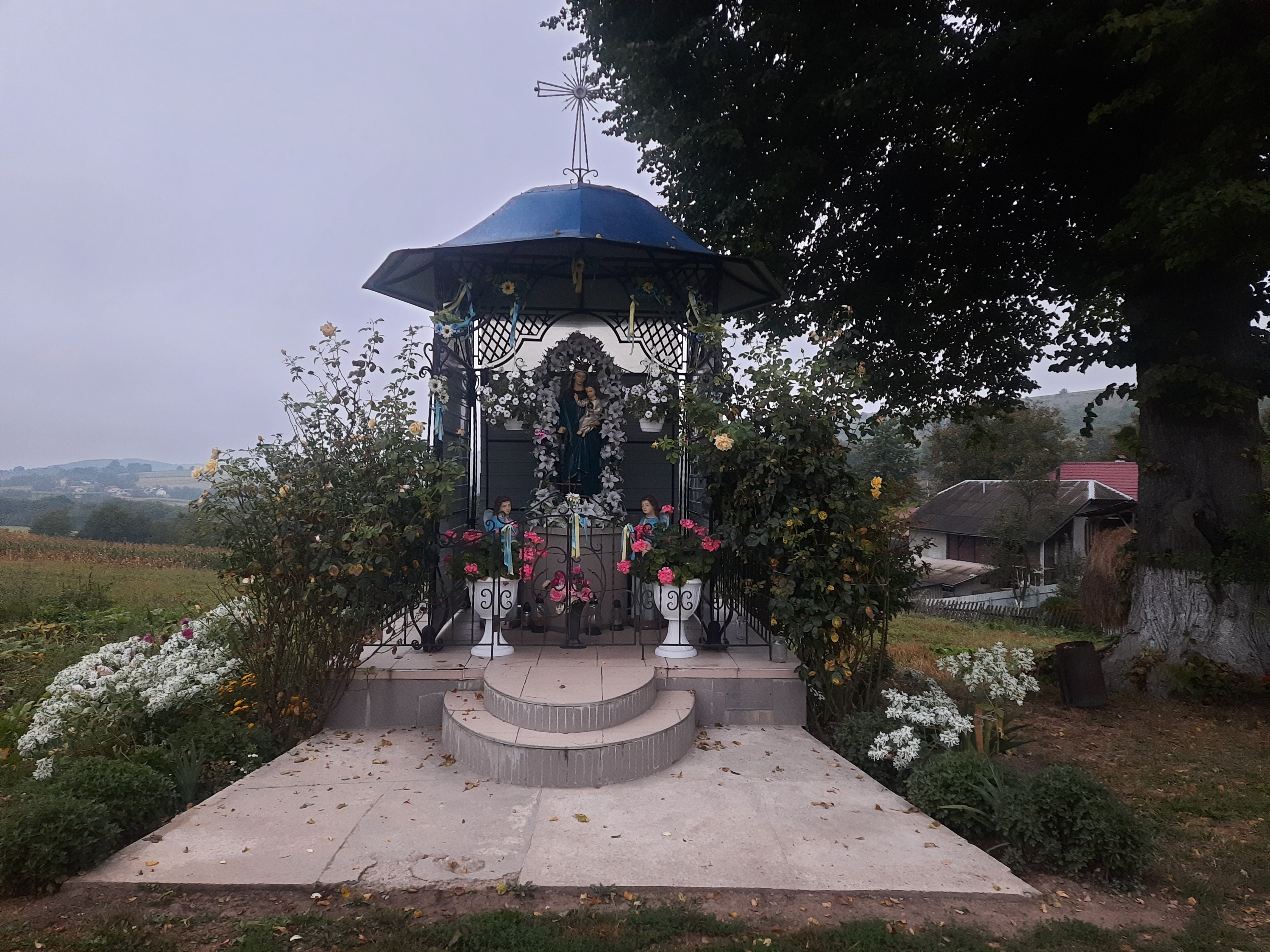
Статуя Божої Матері
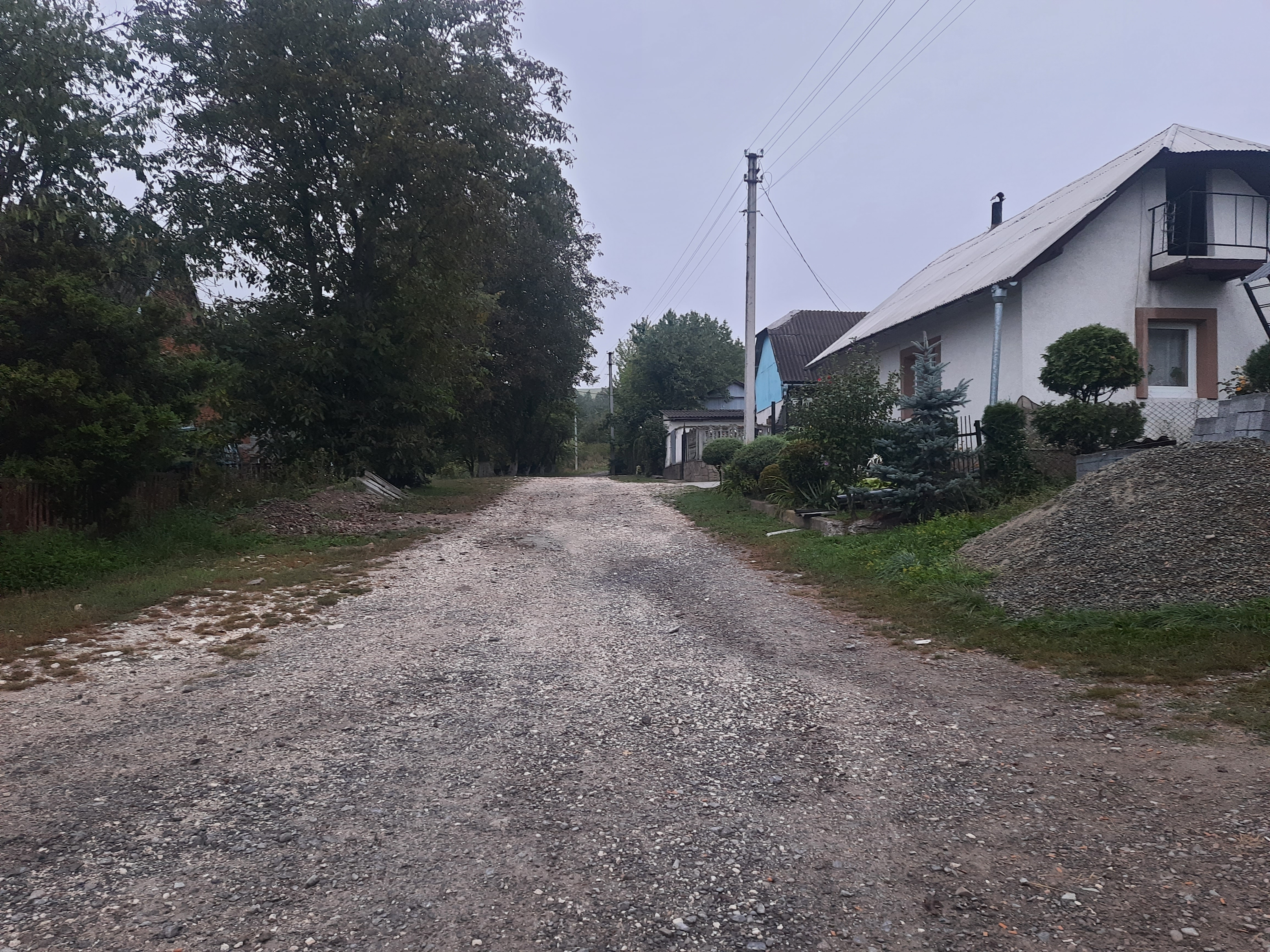
Сільська вулиця
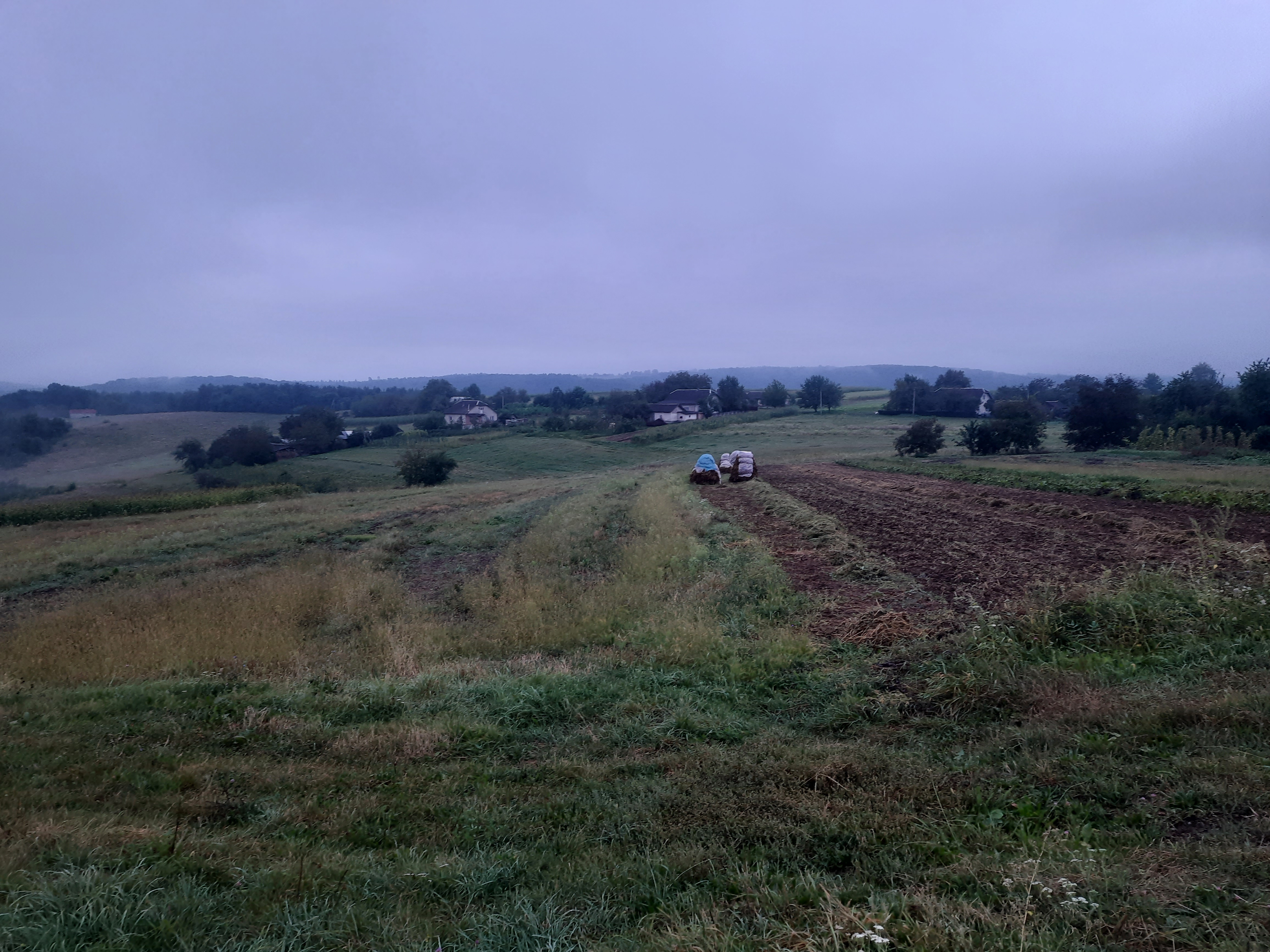
Сільськиї пейзаж